# 浦旒
浦旒（？—？年），字允中，南直隶苏州府常熟縣人，民籍。明朝政治人物。

## 生平
正德二年（1507年）丁卯科應天府乡试舉人，九年（1514年）甲戌科二甲第八十四名進士，官至刑部主事。